# André Caplet
André Léon Caplet (Le Havre, 27 novembre 1878 – Neuilly-sur-Seine, 22 aprile 1925) è stato un compositore e direttore d'orchestra francese, esponente dell'impressionismo musicale.

## Biografia

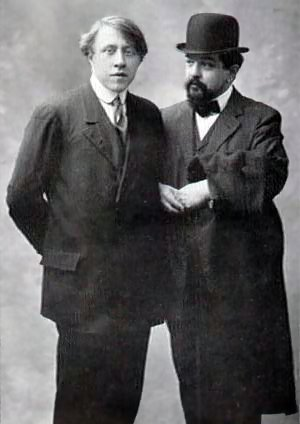
André Caplet con Claude Debussy

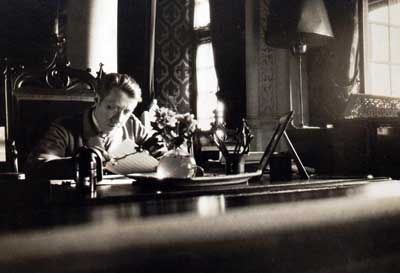
André Caplet al suo tavolo di lavoro

Iniziò i suoi studi a Le Havre, dove fu allievo di Henry Woollett, e proseguì al conservatorio di Parigi con Xavier Leroux e Paul Vidal e Charles Lenepveu. Nel 1901 vinse il "Prix de Rome" con la scena lirica Myrrha, in seguito svolse l'attività di direttore d'orchestra in Europa e in America: dal 1910 al 1914 fu direttore dell'Opera di Boston e dal 1914 fu direttore all'Opera di Parigi.
Intimo amico di Claude Debussy ne diresse sovente le opere, e trascrisse per orchestra molte sue composizioni per pianoforte. Nel 1911 eseguì la prima assoluta del Le martyre de Saint-Sébastien,  e nel 1912 diresse per la prima volta a Londra il Pelléas et Mélisande.
I postumi di avvelenamento da gas, subiti durante la prima guerra mondiale, lo costrinsero ad abbandonare l'attività di direttore d'orchestra nel 1924 e ne causarono la morte l'anno seguente.

## Le opere

### Composizioni per orchestra
- Suite sur des Mélodies populaires persanas (1900)
- Salammbô, poema sinfonico (1902)
- Marche solennelle pour le centenaire de la Villa Médicis (1903)
- Légende, suite sinfonica (1905)
- Étude symphomique "Le Masque de la mort ruge" per arpa cromatica (da Edgar Allan Poe) (1909)
- Marche de la Division de Neuville (per banda) (1916)
- Hymne à la nassance du matin con coro (1920)
- Épiphanie per violoncello (da una leggenda etiopica), (1923)
- Hommage à Sainte Cathérine de Sienne per organo (incompiuta) (1925)

### Musica da camera
- Quintetto per pianoforte, flauto oboe, clarinetto e fagotto (1900)
- Suite persane per 2 flauti, 2 oboi 2 clarinetti, 2 fagotti e 2 corni (1900)
- Septur per archi e 3 voci femminili (1909)
- Conte fantastique per arpa e quartetto d'archi (1919)
- Sonata per violino, violoncello e pianoforte (1919)
- Un tas de petites choses per pianoforte, violino, violoncello, clarinetto e contrabbasso (1923)

### Composizioni vocali (autore del testo)
- Myrrha, scena lirica (F. Bessier 1901)
- Contemplation (N. Clauzes), c1893
- La sérénade de l'écolier (P.-J. Pain), c1893 (Tourcoing, ?1895)
- Sous la voûte étoilée, c1895
- Chanson d'automne (A. Silvestre), 1900 (1908)
- Viens! Une flûte invisible soupire … (V. Hugo), 1v, (Pianoforte, Flauto ad lib) o orch, 1900, pubblicata anche per pf acc. (1918), con piano, flauto acc. (1925)
- Green (P. Verlaine, versione tradotta in italiano da R. Rossetti), voce, Pianoforte o orchestra, 1902 (Le Havre, 1903)
- Poème de mai (Silvestre), 1902
- Papillons (P. Gravollet), voce, pianoforte o orchestra, 1902–3
- Dans la fontaine (Gravollet), voce, pianoforte o orchestra, 1903 (1905)
- Il était une fois jadis (J. Richepin), Voce, pianoforte o orchestra, 1903 (Le Havre, 1904)
- Lon lon la, chanson bretonne, Voce, Pianoforte o orchestra, 1903 (Le Havre, 1903)
- Tu nous souriais (R. de la Villehervé), ?1906 (Le Havre, ?1906)
- En regardant ces belles fleurs (C. d'Orléans), 1914 (1918)
- Nuit d'automne (H. de Régnier), 1915 (1918)
- Solitude (J. Ochsé), 1915
- Prière normande (J. Hérbertot), 1916 (1918)
- Quand reverrai-je, hélas! (J. du Bellay), voce, arpa o orchestra, 1916 (1918)
- La croix douloureuse (R. Lacordaire), voce, Pianoforte o organo o orchestra, 1916–17 (1918)
- Détresse! (H. Charasson), voce, pianoforte o orchestra, 1918 (1919)
- Panis angelicus, voce, organo o pianoforte, 1919 (1920); arr. voce, choro, arpa, flauto, voci, organo, 1919
- Pater noster, voce, armonium o pianoforte, 1919 (1919)
- Pie Jesu, voce, organo o pianoforte, 1919 (1919)
- La cloche fêlée (C. Baudelaire), 1922 (1924)
- La mort des pauvres (Baudelaire), 1922 (1924)
- La part à Dieu, chanson populaire, 1924 (1925)
- Sonnet: Doux fut le trait (P. de Ronsard), voce, arpa o pianoforte, 1924 (1924)
- Loué soit mon Seigneur, basso, pianoforte, 1925, inc.

### Orchestrazioni di opere di Claude Debussy
- Children's Corner (originariamente per pianoforte)
- Le martyre de St. Sébastien (varie parti orchestrate da Caplet)
- La boîte à joujoux (balletto) (originariamente per pianoforte)
- Ariettes oubliées (nn.1 e 5) (originariamente per pianoforte)
- Suite Bergamasque (n.3) (originariamente per pianoforte)
- Pagodes (originariamente per pianoforte)

### Scritti
- La technique du baton, in collaborazione con Albert Frederic Stoessel (Parigi 1930)

## Discografia
- Claude Debussy/André Caplet: Children's Corner, Petite Suite, Danses sacrée et profane, La Boîte à joujoux,  Dir. Jean Martinon con Orchestre National de L'O.R.T.F. (EMI CD 7 69589 2) 1974